# Piotr Slonimski
Piotr Slonimski (polnisch Piotr Słonimski; * 9. November 1922 in Warschau; † 25. April 2009 in Paris) war ein französischer Molekularbiologe und Genetiker.

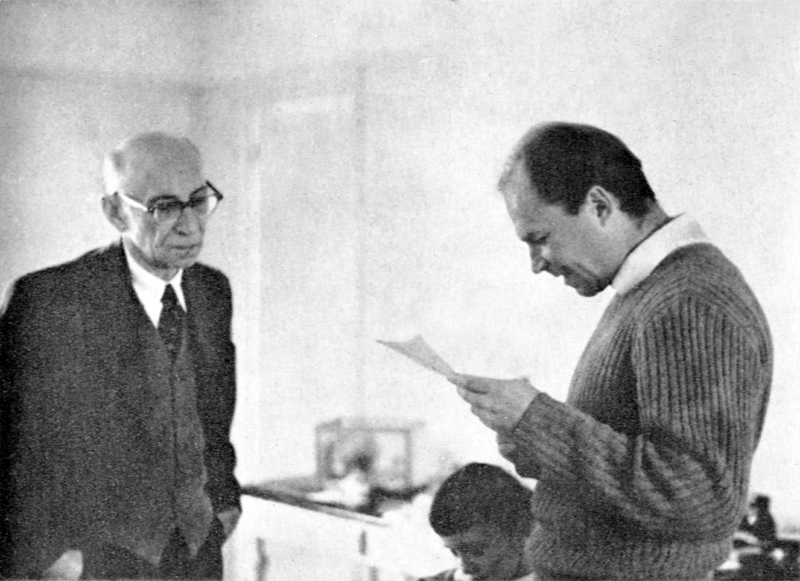
Antoni Słonimski (links) und Piotr Słonimski (rechts)

Slonimski nahm am Warschauer Aufstand teil, dem sein Vater, ein Zoologe, zum Opfer fiel. Nach dem Krieg setzte er sein Medizinstudium fort und wurde 1947 an der Universität Krakau promoviert (Dr. med.). Er setzte sein Studium in Paris an der Sorbonne fort, wo er 1952 promoviert wurde. Dort untersuchte er im Labor von Boris Ephrussi die Genetik der mitochondrischen DNA in Hefezellen. Diese bildeten auch das Untersuchungsgebiet seiner weiteren Forschung, die schließlich zur ersten vollständigen Entschlüsselung des Genoms eines Eukaryoten (Hefe) führte (mit 12,6 Millionen Basenpaaren), an dem sein Labor wesentlich beteiligt war. Slonimski wurde Professor für Genetik an der Universität Paris VI und 1971 Direktor des Laboratoriums für Physiologische Genetik am Zentrum für Molekulargenetik des CNRS in Gif-sur-Yvette. 1991 emeritierte er. Eines seiner Hauptarbeitsgebiete war weiterhin die Genetik mitochondrischer Gene.
Er war seit 1974 korrespondierendes Mitglied der Bayerischen Akademie der Wissenschaften, war Mitglied der polnischen und der belgischen Akademie der Wissenschaften, der Academia Europaea, der American Academy of Arts and Sciences und der Académie des sciences. Er war mehrfacher Ehrendoktor und erhielt 1985 die Goldmedaille des CNRS. 1978 erhielt er den Prix Charles-Léopold Mayer, 1989 die Mendel Medal der Genetics Society.
Der Dichter Antoni Słonimski war sein Onkel.